# Улица Демакова
Улица Демако́ва расположена в микрорайоне «Щ» Советского района Новосибирска. Названа в честь Героя Советского Союза (посмертно) Александра Демакова, погибшего на войне в Афганистане в 1982 году, выпускника Новосибирского высшего военного командного училища, расположенного также в Советском районе на улице Иванова. Улица начинается от пересечения с Российской улицей, пересекается с улицей Кутателадзе и заканчивается пересечением с улицей Николаева.
Длина улицы — 1,4 км, причём около 0.9 км приходится на жилой район (дома 1—17 по нечётной стороне, 6—18 по чётной), остальная часть улицы приходится на деловой район, в котором сосредоточены офисные здания и предприятия различного назначения. Улица расположена на месте деревни Чербусы.

## Организации, расположенные на улице Демакова
- Городская поликлиника № 14.
- Супермаркет «Золотая роща».
- Супермаркет «Ярче!».
- Специализированный автомагазин «Авантаж».
- ТСЦ «Резиновая подкова».

## Достопримечательности
Улица Демакова — одна из самых молодых улиц Советского района, её достопримечательностью является памятник Герою Советского Союза Александру Демакову, установленный в начале улицы. У памятника часто собираются бывшие военнослужащие воздушно-десантных войск, в особенности прошедшие горячие точки, в день ВДВ, 2 августа.
Ещё одна достопримечательность на улице Демакова — «столб депутата Агафонова», который тот вкопал будучи депутатом горсовета. Этот столб должен был символизировать, что депутат будет честен по отношению к своим избирателям и выполнит все свои предвыборные обещания. Но, к сожалению, срок его полномочий давно истёк, а столб стоит до сих пор, напоминая жителям улицы Демакова о невыполненных депутатских обещаниях.

## Благоустройство
Территория, примыкающая к перекрёстку улиц Российской и Демакова, представляет собой пустырь, заросший кустарником в человеческий рост. Разговоры о превращении этой территории в парк культуры и отдыха ведутся чуть ли не со дня возникновения улицы Демакова, однако в большей степени являются предвыборными обещаниями кандидатов в депутаты различного уровня.

## Транспорт

### Автобусы
В конце 1990-х годов на улицу Демакова был переброшен автобусный маршрут № 62, ранее ходивший по улицам Арбузова/Иванова и Российской. Затем он был перевёден в резерв, а вместо него по Демакова стал ходить автобус № 23, долгое время работавший по «сокращенной» схеме от остановки Цветной проезд по Бердскому шоссе далее на Шлюз и ОбьГЭС. В советское время маршрут № 23 проходил с Цветного проезда по проспектам Морскому, Лаврентьева и Строителей, затем по Бердскому шоссе и улице Русской далее на ОбьГЭС. Таким образом, было учтено недовольство значительной части жителей Академгородка, лишённых бесперебойного автобусного сообщения со Шлюзом и ОбьГЭСом (существовавший в то время автобусный маршрут № 48 проходил не по улице Демакова, а по Арбузова/Иванова, к тому же ходил он крайне нерегулярно).
Поскольку, как это часто бывает в Новосибирске, муниципальный транспорт не справляется с потоком желающих воспользоваться его услугами, появляются дублирующие маршрутные такси. В данном случае это кольцевая маршрутка № 62, соединяющая район улицы Демакова с институтами СО РАН, Верхней зоной Академгородка, Шлюзом и микрорайоном «Д» и маршрутка № 43, идущая на Шлюз и ОбьГЭС через микрорайон «Щ» (минуя институты и Верхнюю зону).
Также улица Демакова соединена автобусным маршрутом № 65 и маршрутным такси № 86 (данные маршруты полностью дублируют друг друга) с Нижней Ельцовкой, автобусным маршрутом № 338 с Первомайским районом Новосибирска (ранее автобус № 38 ходил по маршруту «Управление механизации № 3 — Светлая»), автобусным маршрутом № 48 с Шлюзом, ОбьГЭС и Чемским бором (ранее автобус ходил от остановки «Котельная», теперь на улице Арбузова он делает разворот, таким образом за полный круг, проезжая по этой улице 4 раза — по 2 раза в обоих направлениях), автобусным маршрутом № 72 с Посёлком Геологов. В летнее время вводятся сезонные маршруты № 716 (ул. Демакова — Ключи), № 717 (ул. Демакова — с/о «Надежда»), № 718 (ул. Демакова — Болдырева).
Кроме того, улица Демакова обеспечена бесперебойным сообщением с Бердском за счёт маршрутного такси № 325 и станцией метро «Речной вокзал» за счёт маршрутного такси № 91. Ранее до указанной станции метро ходил автобус № 11, сейчас он имеет конечную остановку на площади Маркса.

### Остановки
- ул. Кутателадзе
- ул. Демакова.

Следует отметить, что нумерация домов в деловой части улицы достаточно хаотична. На одной и той же стороне можно найти как четные, так и нечетные номера домов. Многие здания в деловой части имеют два адреса, относясь одновременно к улице Демакова и улице Кутателадзе.